# اچ‌ام‌اس مگنیفیسنت (۱۸۹۴)
اچ‌ام‌اس مگنیفیسنت (به انگلیسی: HMS Magnificent (1894)) یک کشتی بود که طول آن ۴۲۱ فوت (۱۲۸ متر) بود. این کشتی در سال ۱۸۹۴ ساخته شد.